# Astragalus yangtzeanus
Astragalus yangtzeanus là một loài thực vật có hoa trong họ Đậu. Loài này được G.Simpson miêu tả khoa học đầu tiên.